# Pfitsch
Pfitsch (em italiano:  Val di Vizze) é uma comuna italiana da região do Trentino-Alto Ádige, província de Bolzano, com cerca de 2.614 habitantes. Estende-se por uma área de 142 km², tendo uma densidade populacional de 18 hab/km². Faz fronteira com Brenner, Campo di Trens, Rio di Pusteria, Selva dei Molini, Vandoies, Sterzing.

## Demografia
| Variação demográfica do município entre 1861 e 2011                               |
|                                                                                   |
| Fonte: Istituto Nazionale di Statistica (ISTAT) - Elaboração gráfica da Wikipedia |